# Sérgio Santos (Sänger)
Sérgio Santos (* in Varginha, Minas Gerais) ist ein brasilianischer Sambasänger, Gitarrist und Komponist.

## Leben
Santos begann seine professionelle musikalische Laufbahn 1982 als Sänger in der Aufführung der Missa dos Quilombos von Milton Nascimento, deren Aufzeichnung im Folgejahr als LP erschien. Er trat in den 1980er Jahren bei verschiedenen Musikfestivals und im Fernsehen auf und wirkte als Produzent und Arrangeur an Alben von Tadeu Franco („Alma Animal“), Tavinho Moura („Caboclo D’Água“), Beto Reis („Uma Ciranda, Uma Roda, Um Samba“) und Flávio Henrique („Primeiras Histórias“) mit.
Ab 1991 arbeitete er mit dem Dichter Paulo César Pinheiro zusammen, von dem er etwa 160 Lieder vertonte, die von Sängerinnen und Sängern wie Leila Pinheiro, Ana de Hollanda, Fátima Guedes, Simone Guimarães, Cláudio Nucci und Olívia Hime aufgeführt wurden.
1995 veröffentlichte er sein erstes eigenes Album Aboio, das im 1996 den Prêmio Sharp de Música gewann und in Europa, den USA und Japan erschien. 1997 trat er neben Gal Costa, Guinga und der Banda Mantiqueira beim Kaiser Bock Winter Festival in São Paulo auf. 1998 veranstaltete der spanische Bildhauer David Lainez in Pamplona eine Ausstellung mit von dem Album Aboio inspirierten Gemälden und Plastiken.
1999 trat Santos in Los Angeles in der Hollywood Bowl und in San Francisco im Herbst Theatre auf. 2000 wirkte er mit Leila Pinheiro, Olívia Hime, Lenine, Zé Renato und dem Orquestra Sinfônica Brasileira als Sänger an der Aufführung der Sinfonia do Rio de Janeiro Francis Hime am Theatro Municipal mit. 2003 erhielt er den Troféu Pró-Música in Belo Horizonte in der Kategorie bester Komponist des Jahres.

## Diskographie
- Aboio, 1996
- Mulato mit Lelo Nazário, Paulo César Pinheiro, Rodolfo Stroeter, Marcos Suzano, Bugge Wesseltoft, 1998
- Áfrico: Quando O Brasil Resolveu Cantar mit Teco Cardoso, André Costa, Silvio D’Amico, Marco Antonio Guimaraes, Olivia Hime, Andre Mehmari, Tutty Moreno, Nailor Proveta, Decio Ramos, Paulo Sérgio Santos, Robertinho Silva, Rodolfo Stroeter, Marcos Suzano, 2002
- Sergio Santos mit Nailor Proveta Azevedo, Sidnei Borgani, Teco Cardoso, Daniel D’Alcântara, Silvio D’Amico, Andre Mehmari, Tutty Moreno, Leila Pinheiro, Rodolfo Stroeter, Marcos Suzano, 2004
- Io So, 2007